# مارک (ایلینوی)
مارک (به انگلیسی: Mark) یک روستا در ایالات متحده آمریکا است که در شهرستان پاتنم، ایلینوی واقع شده‌است. مارک ۲٫۹۲ کیلومتر مربع مساحت و ۵۵۵ نفر جمعیت دارد.